# Galaxy 36
Galaxy 36 (auch Galaxy 28R) ist ein kommerzieller Kommunikationssatellit des Satellitenbetreibers Intelsat aus der Galaxy-Flotte.

## Technische Daten
Im Juni 2020 bestellte der Satellitenbetreiber Intelsat bei Maxar Technologies vier neue geostationäre Kommunikationssatelliten für die Galaxy-Flotte. Maxar Technologies baute den Satelliten Galaxy 36, genau wie seine drei Schwestersatelliten Galaxy 31, Galaxy 32 und Galaxy 35, auf Basis ihres SSL-1300-Satellitenbusses. Mit seiner C-Band-Transponder-Nutzlast soll Galaxy 36 Nordamerika mit 5G-Dienstleistungen versorgen. Er besitzt eine geplante Lebensdauer von mehr als 21 Jahren und wird durch zwei Solarmodule und Batterien mit Strom versorgt. Des Weiteren ist er dreiachsenstabilisiert und wiegt ca. 3,3 Tonnen.

## Missionsverlauf
Galaxy 35 und 36 erreichten am 17. November 2022 das Raumfahrtzentrum Guayana und wurden später auf die Ariane-5-Trägerrakete montiert. Der Start der Satelliten erfolgte am 13. Dezember 2022 zusammen mit Meteosat 12 in einen geostationären Transferorbit. Im Frühjahr 2023 erreichte Galaxy 35 seine geostationäre Position bei 89° West und löste dort seinen Vorgänger Galaxy 28 ab.